# Andrea Sánchez
Andrea Sánchez Barrios (Cádiz) es una jugadora de balonmano playa, campeona del Mundo en 2016.

## Trayectoria
Andrea comenzó a jugar en la Escuela Deportiva de Balonmano del Colegio Público Tierno Galván, incorporándose al poco a la disciplina del Bahía de Cádiz, desde la categoría infantil.
Se proclamó Campeona de España en el 2008, con el Viprén Cádiz, nombre con el que se conocía al BM Bahía de Cádiz y con el que compitió en el europeo de clubes, en el que terminó en quinta posición. Esa misma temporada fue seleccionada en la concentración de la Selección Nacional Absoluta femenina de balonmano playa que tuvo lugar en Pinto (Madrid), aunque no compitió en el Campeonato de Europa. En 2009, y con el Sohail (imponiéndose en la final al DYE Málaga Beach), volvió a levantar el título nacional.
En 2009 fue su primer partido internacional con la camiseta de la selección, un amistoso ante la selección brasileña, el 19 de octubre de 2009.
En 2014, ya con el Cubas Llopis CBP Sevilla, volvió a la senda de los títulos de clubes, consiguiendo el campeonato de España de nuevo.
Sin duda, el mayor galardón en sus vitrinas luce desde el 2016, año en el que las Guerreras de la Arena consiguieron el Campeonato del Mundo. En Budapest, del 12 al 17 de julio del 2016, el equipo español se hizo con la medalla de oro en un conjunto de leyenda con la mejor jugadora de balonmano playa española de todos los tiempos, Asun Batista, además de las estrellas internacionales Jennifer Gutiérrez, Patricia Encinas, Patricia Conejero o Ivet Musons.
Al año siguiente, Andrea consiguió abrir su palmarés continental con la medalla de bronce del Campeonato de Europa de 2017. Su último partido con la camiseta roja es de la Championship Cup del 2017 en Wroclaw, Polonia, dónde anotó 8 tantos en la victoria ante Noruega.El seleccionador, Dani Lara, no contó con ella ni con Luisa García Toro para defender la corona en 2018.
Andrea Sánchez siguió jugando al balonmano playa con su club a la vez que desarrollaba su perfil como profesional en el patrocinio deportivo.

## Trofeos y galardones

### Títulos internacionales
- 1 x  Medalla de oro Campeonato del Mundo del 2016 (Hungría)[8]
- 1 x  Medalla de bronce Campeonato de Europa de 2017 (Croacia)

### Títulos de clubes
- 11 x Campeonato de España de Balonmano Playa[3][9]
- 1 x Campeonato de Europa de Balonmano Playa (2019)[10]
  - 1 x Subcampeona de Europa de Balonmano Playa de clubes (2024)[11]
- 1 x Campeona de Europa de clubes (2017)[12]
- 2 x Champions Cup (2021, 2023)[13]
- 1 x EBT Finals (2021)[14]
- 1 x Copa de España (2022)[15]

### Galardones y reconocimientos individuales
- Premios Ciudad de Cádiz del Deporte (2017, 2023)[16][17]
- Distinción provincial (Diputación de Cádiz, 2019)[12]

## Vida
Siempre se ha caracterizado por su discurso crítico con la poca visibilidad, tanto del deporte femenino en general como del balonmano playa en particular.